# Wijnbar

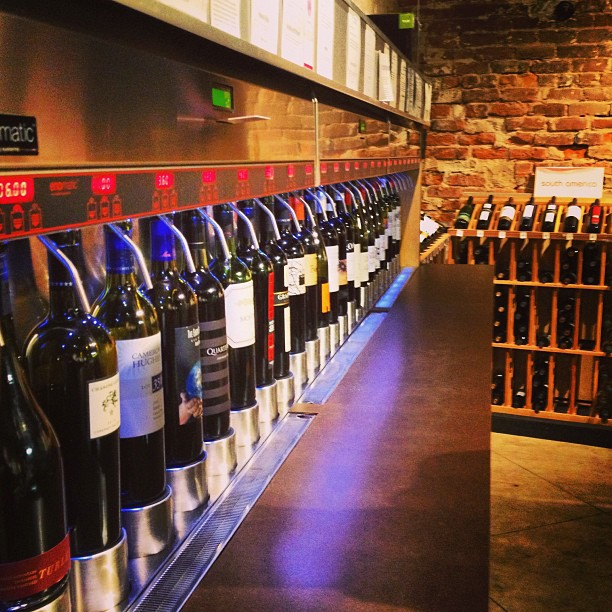
Bij sommige wijnbars mogen klanten hun wijnen zelf tappen.

Een wijnbar is een horecagelegenheid waar voornamelijk wijnen worden geserveerd.

## Beschrijving
Wijnbars kenmerken zich door een uitgebreide, gevarieerde en kwalitatieve wijnkaart. De wijnen zijn vaak afkomstig uit verschillende landen en regio’s. De wijnkaart zal een diverse selectie wijnen tonen met een veelheid van smaakprofielen. Zo zal een goede wijnbar witte (droog en zoet) en rode (licht en stevig) wijnen serveren, rosé, oranje en mousserende wijnen.
Het personeel bij een wijnbar is deskundig. Vaak is een sommelier de bedrijfsleider, terwijl het bedienend personeel een WSET of SDEN-opleiding heeft gevolgd om klanten te kunnen adviseren over een geschikte wijn. Het personeel kent ook de etiquette van het opschenken van wijn.
Bij sommige wijnbars kunnen bezoekers zelf hun wijnen tappen bij automatische wine dispensers. Vaak staat er bij de fles een beschrijving van de wijn en het smaakprofiel, zodat klanten zelf hun keuzes kunnen maken.
Naast het serveren van wijn wordt ook eten geserveerd. Dit kunnen snacks zijn, maar ook hele maaltijden. Het eten wordt zorgvuldig afgestemd op de wijnen die worden geserveerd.
Veel wijnbars organiseren ook evenementen zoals wijnproeverijen en wijncursussen.